# Николо-Камышеватский сельский совет (Харьковская область)
Николо-Камышеватский сельский совет — входит в состав Красноградского района Харьковской области Украины.
Административный центр сельского совета находится в селе Николо-Камышеватая.

## История
- 1920 — дата образования.

## Населённые пункты совета
- село Николо-Камышеватая
- село Горчаковка
- село Мокрянка